# Volkswagen Polo
La Volkswagen Polo è un'autovettura utilitaria della Volkswagen, il cui nome deriva dallo sport omonimo. 
La prima generazione è stata presentata nel 1975, mentre nel 2017 è giunta alla sesta serie. Si classifica nel segmento B, e quindi, nei cataloghi della casa tedesca, si colloca al di sopra della citycar up! e al di sotto della media Golf.

## Prima serie (1975-1981)

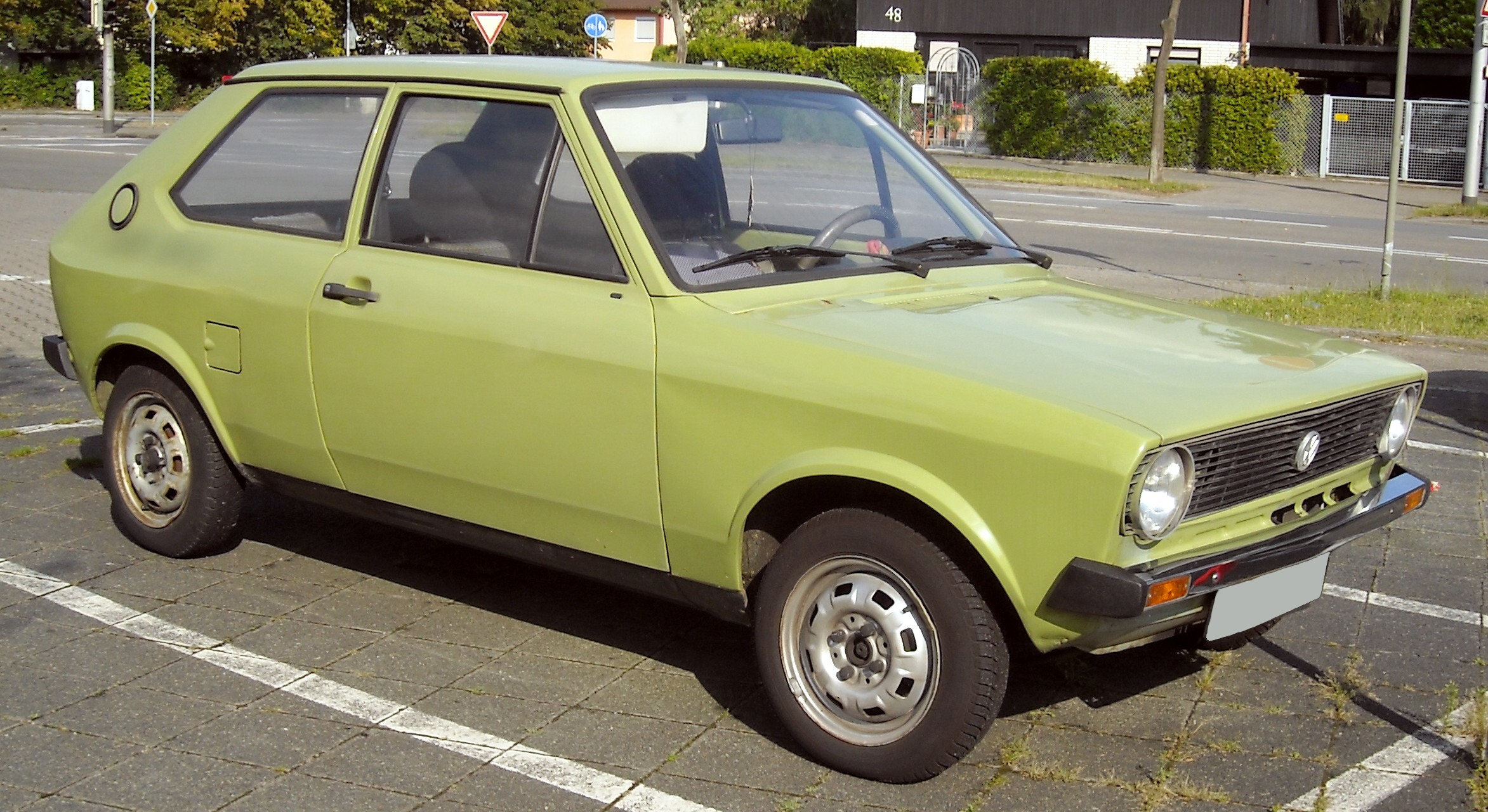
Polo I

La Polo di prima generazione, introdotta nel 1975, era una vettura basata sull'Audi 50, con la quale condivideva molte componenti nonché anche il nome in codice Typ 86. Le differenze principali tra i due modelli Audi e Volkswagen erano la collocazione nella gamma del gruppo Volkswagen, con la Polo che era più economica e spartana rispetto alla 50. Le due vetture inizialmente furono vendute insieme, ma l'Audi 50, a causa delle vendite al di sotto delle aspettative, venne tolta dal listino nel 1978. La Polo I venne prodotta nello stabilimento di Wolfsburg fino all'ottobre 1981.

## Seconda serie (1981-1994)

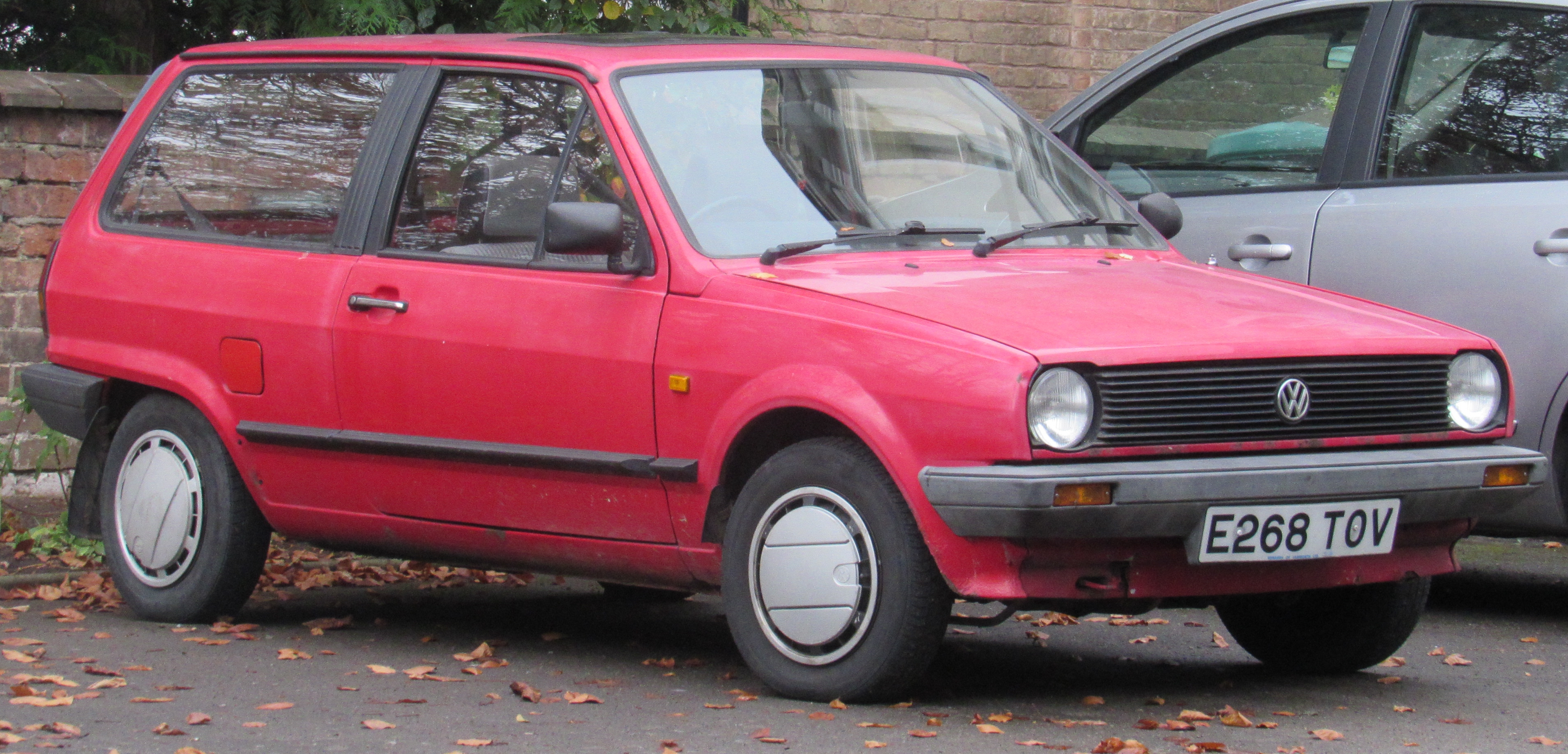
Polo II

La Polo II (nome in codice Typ 86C) è stata introdotta nell'ottobre 1981, col cambiamento principale nell'introduzione di altre varianti di carrozzeria: una con un lunotto quasi verticale definita "Wagon" e un'altra con lunotto spiovente definitiva "Coupé". La versione berlina a tre volumi era chiamata Volkswagen Derby. La produzione venne interrotta nel 1994.

## Terza serie (1994-2003)

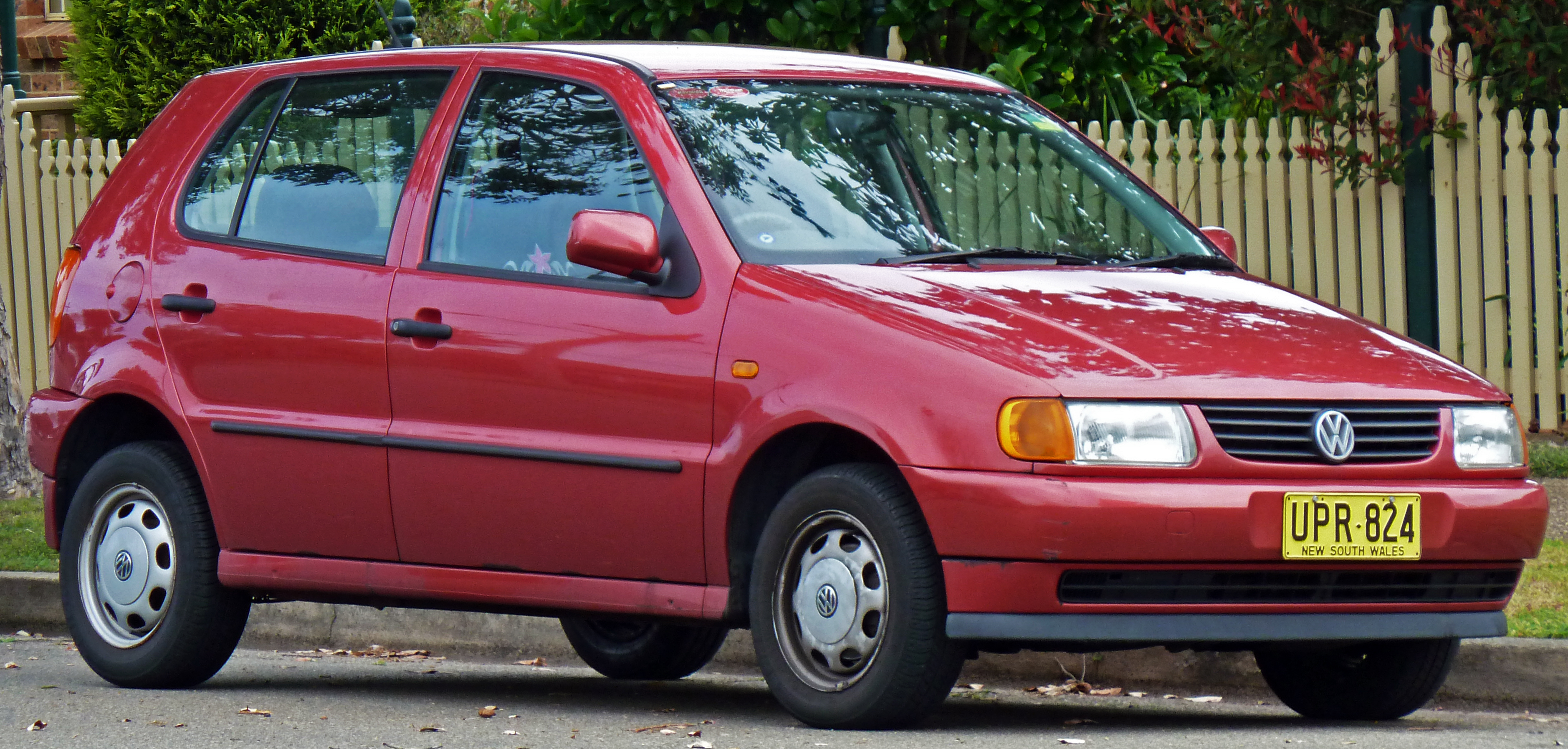
Polo III

La Polo III (nome in codice Typ 6N chiamata anche "Polo Mark 3") è stata introdotta nel 1994 ed era un modello completamente nuovo costruito su un nuovo telaio, condiviso la piattaforma della SEAT Ibiza Mark 2. Questa piattaforma utilizzava molte parti del vecchio pianale della Volkswagen Golf III, con molteplici componenti e parti meccaniche come le sospensioni condivisi tra i tre modelli. Sebbene il cruscotto e una serie di componenti meccanici come i motori fossero in comune con l'Ibiza, la carrozzeria delle due auto era diversa.
La produzione è stata interrotta nel 2003.

## Quarta serie (2001-2009)

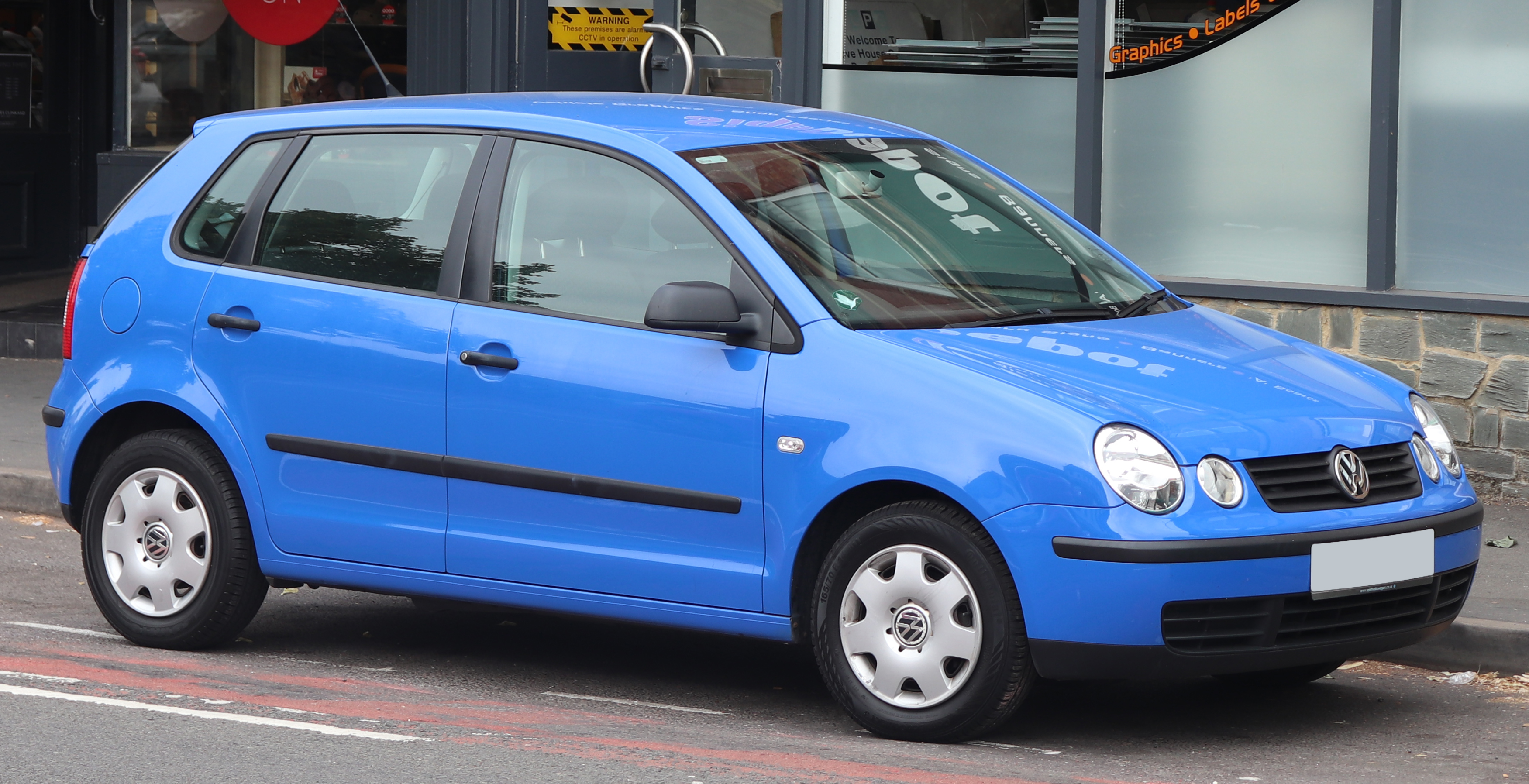
Polo IV

Presentata nel settembre 2001, la Polo IV (nome in codice Typ 9N, a volte chiamata anche "Polo Mark 4" o "Polo D") è stata introdotta sul mercato all'inizio del 2002. 
Basata sulla piattaforma condivisa con la SEAT Ibiza Mk3, Škoda Fabia Mk1 e Škoda Fabia Mk2, la vettura è completamente nuova rispetto alla Mark III. Esteticamente il cambiamento più evidente è l'utilizzo di quattro fari rotondi simili a quelli della coeva Lupo.
La produzione è stata interrotta nel 2009.

## Quinta serie (2009-2017)

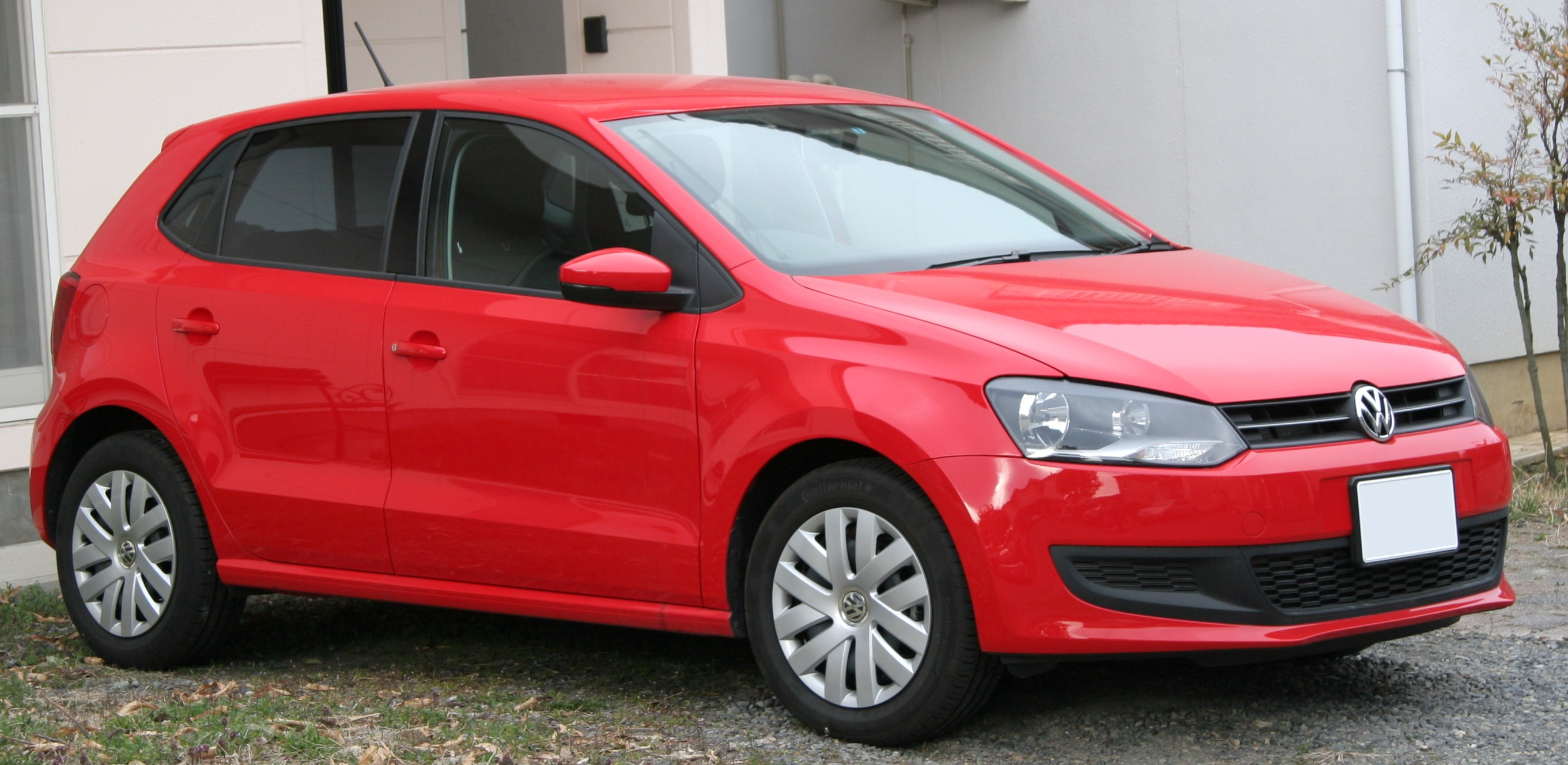
Polo V

La Polo di quinta generazione è stata presentata al Salone di Ginevra nel marzo 2009. Per la prima volta la Polo ha vinto il premio Auto dell'anno 2010 e sempre nello stesso anno ha vinto il World Car of the Year al New York International Auto Show.
Realizzata sul nuovo pianale modulare Volkswagen A05 (PQ25), condivide la meccanica, i motori e la piattaforma con le coeve SEAT Ibiza Mk4 e l'Audi A1 Mk1. Grazie alla nuova piattaforma è più leggera del 7,5% rispetto alla generazione uscente. La Polo V è 44 mm più lunga, 32 mm più larga e 13 mm più bassa rispetto alla generazione precedente. La capacità del bagagliaio è aumentata di 10 litri, arrivando a toccare i 280 litri col divano posteriore in uso e i 952 litri con i sedili posteriori ripiegati. Nei crash test dell'Euro NCAP ha ricevuto cinque stelle. 
Nel 2017 è stata sostituita dalla Polo VI.

## Sesta serie (dal 2017)

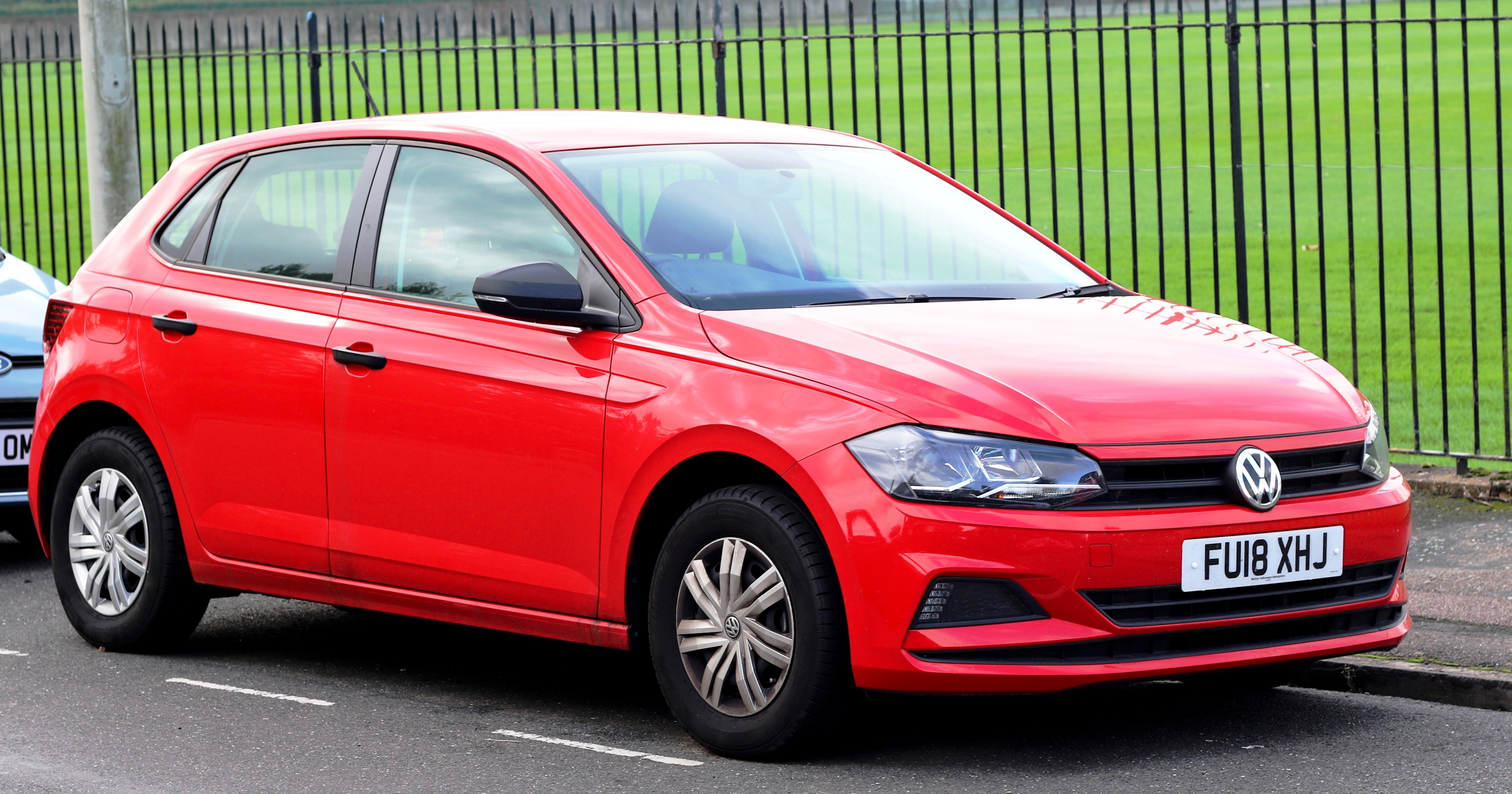
Polo VI

La sesta generazione della Polo è stata presentata il 16 giugno 2017, con la produzione che è iniziata nello stabilimento di Pamplona il 17 luglio 2017. Realizzata sulla piattaforma MQB A0 del Gruppo Volkswagen, è la prima generazione di Polo a non essere disponibile con carrozzeria a tre porte.
Lo spazio nel bagagliaio è aumentato di circa il 25% passando da 280 a 351 litri di capacità. In opzione, questa generazione porta al debutto il quadro strumenti completamente digitale chiamato Active Info Digital Display Cockpit, prima vettura nel segmento delle utilitarie a esserne dotata. Inoltre la Polo VI introduce una serie di sistema di assistenza alla guida come il rilevamento dei segnali stradali, assistenza per gli angoli ciechi e la frenata automatica d'emergenza. Il 21 aprile 2021 viene sottoposta a un restyling di metà carriera.
Il 2 luglio 2024 cessa la produzione della vettura in Europa, proseguendo invece in Sudafrica anche per gli esemplari destinati al mercato europeo.

## Attività sportiva

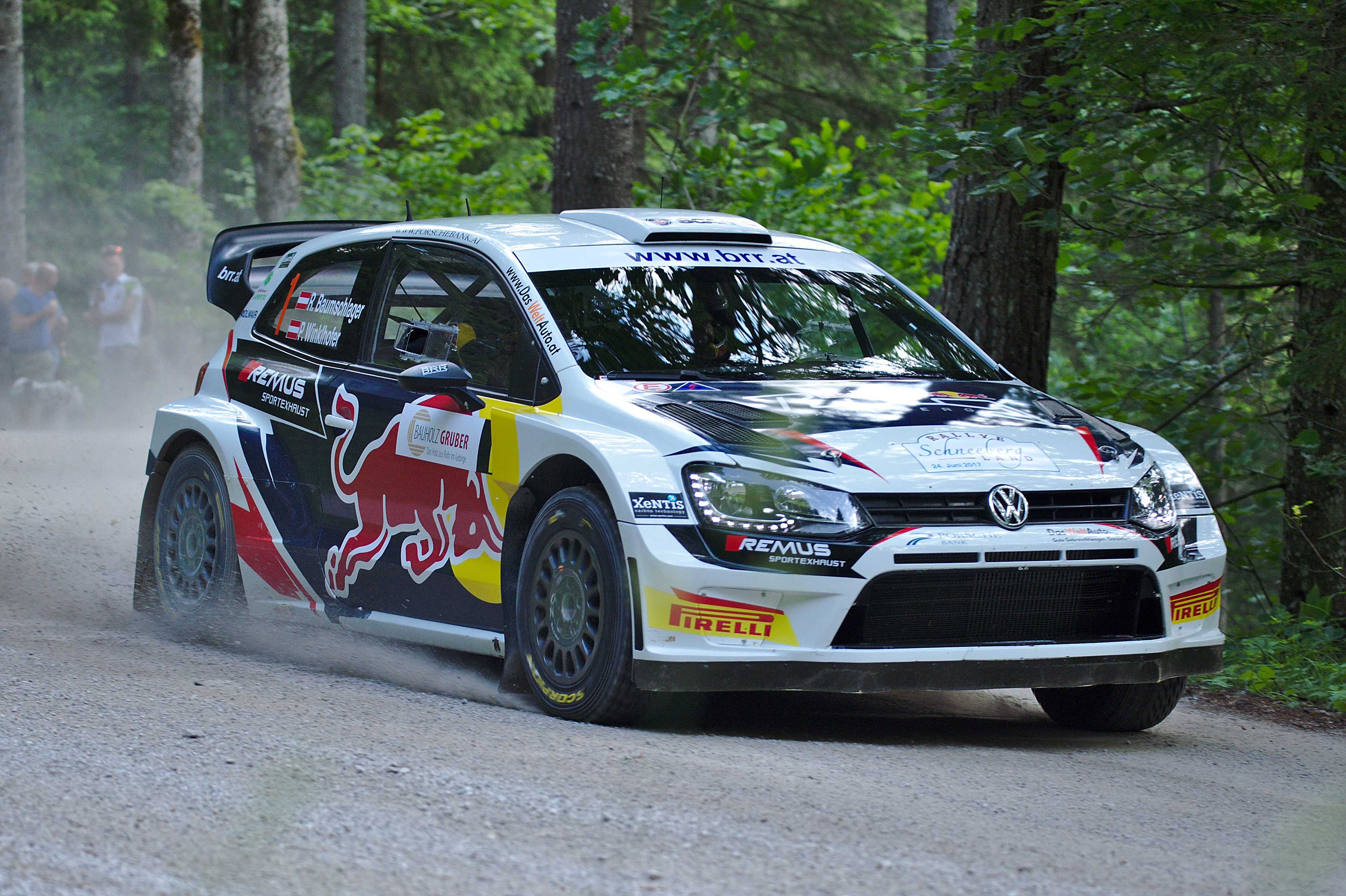
Polo R WRC

### Volkswagen Polo R WRC
Della Polo di quinta serie è stata sviluppata nel 2012 una versione da rally Super 2000 per poter partecipare all'omonima classe del WRC. La vettura, oltre a un aggiornamento alle norme di sicurezza della FIA e all'introduzione di diverse migliorie aerodinamiche, oltre alla trazione integrale che accomuna tutte le vetture della classe Super 2000 presenta come propulsore un 4 cilindri in linea aspirato da 2000 cm³ che eroga la potenza di 272 CV.
Con il cambio di regolamenti e il passaggio al motore turbo, nel 2013 esordisce la nuova Volkswagen Polo R WRC che monta un 1.6 litri TFSI turbo 4 cilindri da circa 300 CV.
Dal 2013 al 2016 ha vinto il Campionato del Mondo Rally con alla guida il pilota Sébastien Ogier, nel frattempo il team Volkswagen Motorsport stava sviluppando la nuova Polo WRC Plus con il contributo del finlandese Marcus Grönholm che però non vide mai l'esordio per la decisione drastica di ritirare la squadra dal mondiale rally a fine stagione 2016 nonostante la vettura fosse già pronta in versione definitiva.

### Volkswagen Polo GTI R5
Dopo il ritiro della Volkswagen dalle competizioni rallistiche, nel 2018 al Rally di Catalogna ha debuttato la Polo GTI R5, versione basata sulla Polo VI GTI e omologata nel gruppo R5 prodotta esclusivamente per essere venduta e impiegata da scuderie e team privati nei vari campionati rally nazionali e nel WRC-2.